# Editorial Cuarto Propio
Editorial Cuarto Propio es una editorial chilena, con sede en la ciudad de Santiago, fundada en 1984.
Fundada durante los años de la dictadura militar, nace para dar voz a pensadoras feministas que estaban intentando surgir en esa época, como Diamela Eltit, Carmen Berenguer, entre muchas otras.